# Lista de metralhadoras
Esta é uma lista de metralhadoras e suas variantes.
As tabelas são classificáveis.
| Nome                                 | Fabricante | Imagem |  |  | Cartucho | País                         | Ano   |
| 7,62 ITKK 31 VKT                     | Valtion Kivääritehdas |        |  |  | 7,62×53mmR | Finlândia ·                  | 1931  |
| AA-52                                | Manufacture d'armes de Saint-Étienne |        |  |  | 7,5×54mm French 7,62×51mm NATO | França ·                     | 1950  |
| AEK-999                              | Kovrov Machinebuilding Plant |        |  |  | 7,62×54mmR | Rússia ·                     | 1990s |
| Agar gun                             | |        |  |  | | Estados Unidos ·             | 1861  |
| Ares Shrike 5,56                     | Ares Defence |        |  |  | 5,56×45mm NATO | Estados Unidos ·             | 2002  |
| Bailey machine gun                   | |        |  |  | .32 rifle cartridge | Estados Unidos ·             |       |
| Barnitzke machine gun                | |        |  |  | 7,92×57mm Mauser | Alemanha ·                   |       |
| Beretta AS70/90                      | Fabbrica d'Armi Pietro Beretta |        |  |  | 5,56×45mm NATO | Itália ·                     |       |
| Berezin UB                           | |        |  |  | 12,7×108mm | União Soviética ·            | 1937  |
| Bergmann MG 15nA machine gun         | Theodor Bergmann Louis Schmeisser |        |  |  | 7,92×57mm Mauser | Alemanha ·                   | 1910  |
| Besa machine gun                     | Birmingham Small Arms Company |        |  |  | 7,92×57mm Mauser | Reino Unido ·                | 1936  |
| Besal                                | Birmingham Small Arms Company |        |  |  | .303 British | Reino Unido ·                | 1940  |
| Breda 30                             | Breda Meccanica Bresciana |        |  |  | 6,5×52mm Mannlicher–Carcano | Itália ·                     | 1930  |
| Breda 38                             | Breda Meccanica Bresciana |        |  |  | 8×59mm RB Breda | Itália ·                     | 1938  |
| Breda M37                            | Breda Meccanica Bresciana |        |  |  | 8×59mm RB Breda 7,92×57mm Mauser | Itália ·                     | 1936  |
| Breda Mod. 5C                        | Breda Meccanica Bresciana |        |  |  | 6,5×52mm Carcano | Itália ·                     |       |
| Breda-SAFAT machine gun              | Società Italiana Ernesto Breda per Costruzioni Meccaniche Breda Meccanica Bresciana Società Italiana Ernesto Breda Società Anonima Fabbrica Armi Torino |        |  |  | .303 British 12,7×81mmSR | Itália ·                     | 1935  |
| Bren light machine gun               | Royal Small Arms Factory |        |  |  | .303 British 7,92×57mm Mauser 7,62×51mm NATO                                                                                                 | Checoslováquia · Reino Unido | 1935  |
| Browning wz.1928                     | Państwowa Fabryka Karabinów |        |  |  | 7,92×57mm Mauser | Polônia ·                    | 1928  |
| CETME Ameli                          | General Dynamics Santa Bárbara Sistemas |        |  |  | 5,56×45mm NATO | Espanha ·                    | 1975  |
| Charlton Automatic Rifle             | Charlton Motor Workshops |        |  |  | .303 British | Nova Zelândia ·              | 1941  |
| Chauchat                             | SIDARME Gladiator |        |  |  | 8×51mmR French | França ·                     | 1907  |
| CIS 50MG                             | ST Kinetics |        |  |  | 12,7×99mm NATO | Singapura ·                  | 1991  |
| Ckm wz.30                            | Państwowa Fabryka Karabinów |        |  |  | 7,92×57mm Mauser | Polônia ·                    | 1930  |
| CMG-1                                | Colt's Manufacturing Company |        |  |  | 5,56×45mm NATO | Estados Unidos ·             | 1965  |
| Colt Automatic Rifle                 | |        |  |  | 5,56×45mm NATO | Estados Unidos ·             |       |
| Daewoo K3                            | S&T Motiv |        |  |  | 5,56×45mm NATO .223 Remington | Coreia do Sul ·              | 1978  |
| Darne machine gun                    | Hotchkiss et Cie |        |  |  | 8×51mmR French 7,5×54mm French | França ·                     | 1916  |
| Degtyaryov machine gun               | Degtyarev plant |        |  |  | 7,62×54mmR | União Soviética ·            | 1927  |
| DShK                                 | Tulsky Oruzheiny Zavod |        |  |  | 12,7×108mm | União Soviética ·            | 1938  |
| Dror light machine gun               | |        |  |  | .303 British 7,92×57mm Mauser | Israel ·                     | 1946  |
| DS-39                                | |        |  |  | 7,62×54mmR | União Soviética ·            | 1930  |
| EMER-K1 LMG                          | Myanmar Fritz Werner Industries |        |  |  | 5,56×45mm NATO | Myanmar ·                    |       |
| EPK (Pyrkal) Machine gun             | Pyrkal |        |  |  | 7,92×36mm EPK | Grécia ·                     | 1939  |
| Fiat–Revelli Modello 1914            | FIAT |        |  |  | 6,5×52mm Mannlicher–Carcano | Itália ·                     | 1913  |
| Fiat–Revelli Modello 1935            | Società Metallurgica Bresciana |        |  |  | 8×59mm RB Breda | Itália ·                     | 1934  |
| Fittipaldi machine gun               | (Não entrou em produção) |        |  |  | 7,65×53mm Argentine | Argentina ·                  | 1912  |
| FM 24/29 light machine gun           | Manufacture d'armes de Châtellerault |        |  |  | 7,5×54mm French | França ·                     | 1923  |
| FN BRG-15                            | Fabrique Nationale d'Herstal |        |  |  | 15,5×106mm | Bélgica ·                    | 1980s |
| FN MAG                               | Fabrique Nationale d'Herstal |        |  |  | 7,62×51mm NATO | Bélgica ·                    | 1950  |
| FN Minimi                            | FN Herstal |        |  |  | 5,56×45mm NATO 7,62×51mm NATO | Bélgica ·                    | 1974  |
| Fokker-Leimberger                    | A.H.G. Fokker e Leimberger |        |  |  | 7,92×57mm Mauser | Alemanha ·                   | 1916  |
| Furrer M25                           | Waffenfabrik Bern |        |  |  | 7,5×55mm Swiss | Suíça ·                      | 1925  |
| Gatling gun                          | |        |  |  | | Estados Unidos ·             | 1862  |
| GAU-19                               | General Dynamics |        |  |  | 12,7×99mm NATO | Estados Unidos ·             | 1983  |
| Gorgas machine gun                   | |        |  |  | | Estados Confederados ·       |       |
| Heckler & Koch HK21                  | Heckler & Koch |        |  |  | 7,62×51mm NATO 5,56×45mm NATO | Alemanha Ocidental ·         | 1961  |
| Heckler & Koch MG4                   | Heckler & Koch |        |  |  | 5,56×45mm NATO | Alemanha ·                   | 1990s |
| Heckler & Koch MG5                   | Heckler & Koch |        |  |  | 7,62×51mm NATO | Alemanha ·                   | 2010  |
| Hotchkiss M1909 Benét–Mercié         | Hotchkiss et Cie |        |  |  | 8×51mmR French .303 British .30-06 Springfield                                                                                               | França ·                     | 1901  |
| Hotchkiss M1914 machine gun          | Hotchkiss et Cie |        |  |  | 8×51mmR French 7×57mm Mauser 6,5×50mm Arisaka 11 mm Gras 6,5×55mm                                                                            | França ·                     | 1914  |
| Hotchkiss M1922 machine gun          | Hotchkiss et Cie |        |  |  | 8×51mmR French | França ·                     | 1922  |
| Hotchkiss M1929 machine gun          | Hotchkiss et Cie |        |  |  | 13,2×96mm | França ·                     | 1920s |
| Huot Automatic Rifle                 | (Não entrou em produção) |        |  |  | .303 British | Canadá ·                     | 1916  |
| IMI Negev                            | Israel Weapon Industries |        |  |  | 5,56×45mm NATO 7,62×51mm NATO | Israel ·                     | 1985  |
| IP-2                                 | TsNIITochMash |        |  |  | 5,45×39mm | União Soviética ·            | 1971  |
| INSAS LMG                            | Ordnance Factories Board |        |  |  | 5,56×45mm NATO | Índia ·                      | 1998  |
| Kg m/40 light machine gun            | Svenska Automatvapen AB |        |  |  | 6,5×55mm | Suécia                       | 1940  |
| Kk 62                                | Valmet |        |  |  | 7,62×39mm | Finlândia                    | 1950s |
| Knight's Armament Company LMG        | Knight's Armament Company |        |  |  | 5,56×45mm NATO | Estados Unidos               |       |
| Kord machine gun                     | Degtyarev plant |        |  |  | 12,7×108mm | Rússia                       | 1990s |
| KPV heavy machine gun                | |        |  |  | 14.5×114mm | União Soviética              | 1944  |
| KPV heavy machine gun                | V.A. Degtyarev Plant |        |  |  | 12,7×108mm | Rússia                       | 2007  |
| Ksp m/42 machine gun                 | Carl Gustafs Stads Gevärsfaktori |        |  |  | 6,5×55mm 8×63mm patron m/32 7,62×51mm NATO                                                                                                   | Suécia                       | 1942  |
| L86 LSW                              | Royal Small Arms Factory |        |  |  | 5,56×45mm NATO | Reino Unido                  | 1970s |
| Lahti-Saloranta M/26                 | Valtion kivääritehdas |        |  |  | 7,62×53mmR | Finlândia                    | 1925  |
| Lewis gun                            | Birmingham Small Arms Company |        |  |  | .303 British .30-06 Springfield 7,92×57mm Mauser                                                                                             | Estados Unidos · Reino Unido | 1914  |
| LSAT light machine gun               | (Ainda não entrou em produção) |        |  |  | 5,56×45mm NATO | Estados Unidos               | 2003  |
| M2 Browning machine gun              | General Dynamics |        |  |  | 12,7×99mm NATO | Estados Unidos               | 1918  |
| M27 IAR                              | Heckler & Koch |        |  |  | 5,56×45mm NATO | Alemanha                     | 2008  |
| M60 machine gun                      | Saco Defense U.S. Ordnance |        |  |  | 7,62×51mm NATO | Estados Unidos               | 1940s |
| M85 machine gun                      | |        |  |  | 12,7×99mm NATO | Estados Unidos               |       |
| M240 machine gun                     | Fabrique Nationale d'Herstal |        |  |  | 7,62×51mm NATO | Bélgica                      | 1950s |
| M249 light machine gun               | FN Herstal |        |  |  | 5,56×45mm NATO | Estados Unidos               | 1976  |
| M1895 Colt–Browning machine gun      | Colt's Manufacturing Company Marlin Firearms |        |  |  | 6mm Lee Navy 7×57mm Mauser .30-40 Krag .30-06 Springfield .303 British 7,62×54mmR 6,5×52mm Mannlicher–Carcano                                | Estados Unidos               | 1889  |
| M1917 Browning machine gun           | |        |  |  | .30-06 Springfield | Estados Unidos               | 1917  |
| M1918 Browning Automatic Rifle       | Winchester Repeating Arms Company |        |  |  | .30-06 Springfield 7,92×57mm Mauser 6,5×55mm                                                                                                 | Estados Unidos               | 1917  |
| M1919 Browning machine gun           | |        |  |  | [[.30-06 Springfield 7,62×51mm NATO .303 British 7,92×57mm Mauser 6,5×55mm 7,62×54mmR 8×63mm patron m/32 7,65×53mm Argentine 7,5×54mm French | Estados Unidos               | 1919  |
| M1921 Browning machine gun           | |        |  |  | 12,7×99mm NATO | Estados Unidos               | 1929  |
| M1926 machine gun                    | SAFAT |        |  |  | .303 British | Itália                       | 1926  |
| M1941 Johnson machine gun            | Melvin Johnson |        |  |  | .30-06 Springfield | Estados Unidos               | 1940  |
| MAC-58                               | Manufacture d'armes de Saint-Étienne |        |  |  | 12,7×99mm NATO | França                       | 1958  |
| MAC 1931                             | Manufacture d'armes de Châtellerault |        |  |  | 7,5×54mm French | França                       | 1931  |
| MAC 1934                             | Manufacture d'armes de Châtellerault |        |  |  | 7,5×54mm French | França                       | 1934  |
| Madsen machine gun                   | Compagnie Madsen |        |  |  | 7×57mm Mauser 6,5×55mm 7,92×57mm Mauser 7,65×53mm Argentine 7,62×54mmR 7,62×51mm NATO .303 British                                           | Dinamarca                    | 1896  |
| Madsen-Saetter machine gun           | DISA (empresa) |        |  |  | 7,62×51mm NATO .30-06 Springfield | Dinamarca                    | 1952  |
| Mark 48 machine gun                  | FN Herstal |        |  |  | 7,62×51mm NATO | Bélgica                      | 2003  |
| Maxim gun                            | |        |  |  | .303 British | Reino Unido                  | 1883  |
| Maxim-Tokarev                        | Tulsky Oruzheiny Zavod |        |  |  | 7,62×54mmR | União Soviética              | 1923  |
| McCrudden light machine rifle        | (Não entrou em produção) |        |  |  | .303 British | Austrália                    | 1919  |
| Mendoza C-1934                       | Productos Mendoza |        |  |  | 7×57mm Mauser | México                       | 1928  |
| Mendoza RM2                          | Productos Mendoza |        |  |  | .30-06 Springfield | México                       | 1928  |
| MG 08                                | Deutsche Waffen und Munitionsfabriken |        |  |  | 7,92×57mm Mauser | Alemanha                     | 1908  |
| MG 11                                | Waffenfabrik Bern |        |  |  | 7,5×55mm Swiss | Suíça                        | 1885  |
| MG 13                                | |        |  |  | 7,92×57mm Mauser | Alemanha                     | 1928  |
| MG 15                                | Bergmann Rheinmetall |        |  |  | 7,92×57mm Mauser | Alemanha                     | 1920  |
| MG 17 machine gun                    | Rheinmetall |        |  |  | 7,92×57mm Mauser | Alemanha                     | 1934  |
| MG 30                                | Steyr-Daimler-Puch |        |  |  | 7,92×57mm Mauser [[8×56mmR 7×57mm Mauser]]                                                                                                   | Áustria · Suíça              | 1930  |
| MG 34                                | Mauser Steyr-Daimler-Puch Waffenwerke Brünn |        |  |  | 7,92×57mm Mauser | Alemanha                     | 1934  |
| MG 39 Rh                             | |        |  |  | 7,92×57mm Mauser | Alemanha                     | 1937  |
| MG 42                                | Mauser Wilhelm-Gustloff-Stiftung Steyr-Daimler-Puch Metall-und Lackierwarenfabrik Johannes Großfuß MAGET                                                |        |  |  | 7,92×57mm Mauser | Alemanha                     | 1942  |
| MG 45                                | Mauser |        |  |  | 7,92×57mm Mauser | Alemanha                     | 1944  |
| MG 51                                | Waffenfabrik Bern |        |  |  | 7,5×55mm Swiss 7,62×51mm NATO | Suíça                        | 1951  |
| MG 81                                | |        |  |  | 7,92×57mm Mauser | Alemanha                     |       |
| MG 131                               | Rheinmetall |        |  |  | 13×64B | Alemanha                     | 1938  |
| Mini-SS                              | Denel Land Systems |        |  |  | 5,56×45mm NATO | África do Sul                | 1990s |
| Nikonov machine gun                  | Izhmash |        |  |  | 5,45×39mm | União Soviética              | 1977  |
| NSV machine gun                      | Metallist Uralsk Kazakh SSR |        |  |  | 12,7×108mm | União Soviética              | 1971  |
| Parabellum MG 14                     | Karl Heinemann |        |  |  | 7,92×57mm Mauser | Alemanha                     |       |
| Pecheneg machine gun                 | TsNIITochMash |        |  |  | 7,62×54mmR | Rússia                       | 2001  |
| Perino Model 1908                    | |        |  |  | 6,5×52mm Mannlicher–Carcano | Itália                       | 1901  |
| PK machine gun                       | |        |  |  | 7,62×54mmR | União Soviética              | 1961  |
| PM M1910                             | |        |  |  | 7,62×54mmR | Rússia                       | 1909  |
| Puteaux APX Machine Gun              | |        |  |  | 8mm Lebel | França                       | 1905  |
| QBB-95                               | China North Industries Corporation |        |  |  | 5,8×42mm DBP87 5,56×45mm NATO | China                        | 1997  |
| QJY-88                               | China North Industries Corporation |        |  |  | 5,8×42mm | China                        | 1980s |
| Rheinmetall MG 3                     | Rheinmetall |        |  |  | 7,62×51mm NATO | Alemanha Ocidental           | 1959  |
| Rheinmetall MG 60                    | Rheinmetall |        |  |  | 7,62×51mm NATO | Alemanha Ocidental           | 1960  |
| Rheinmetall RMG.50                   | Rheinmetall |        |  |  | 12,7×99mm NATO | Alemanha                     | 2008  |
| Rolls-Royce Experimental Machine Gun | |        |  |  | 12,7×99mm NATO | Reino Unido                  | 1940  |
| RPD                                  | |        |  |  | 7,62×39mm | União Soviética              | 1943  |
| RPK                                  | Molot plant |        |  |  | 7,62×39mm M43 5,45×39mm M74 | União Soviética              | 1961  |
| S&T Motiv K12                        | S&T Motiv |        |  |  | 7,62×51mm NATO | Coreia do Sul                | 2010  |
| Salvator-Dormus M1893                | Škoda Works |        |  |  | 8×50mmR Mannlicher | Áustria-Hungria              | 1893  |
| Schwarzlose MG M.07/12               | Škoda Works |        |  |  | 8×50mmR Mannlicher 7,92×57mm Mauser | Áustria-Hungria              | 1905  |
| SG-43 Goryunov                       | |        |  |  | 7,62×54mmR | União Soviética              | 1940  |
| SIG MG 710-3                         | Schweizerische Industrie Gesellschaft |        |  |  | 7,62×51mm NATO | Suíça                        | 1955  |
| Sterling 7,62                        | Sterling Armaments Company |        |  |  | 7,62×51mm NATO | Reino Unido                  |       |
| St. Étienne Mle 1907                 | Manufacture d'armes de Saint-Étienne |        |  |  | 8×51mmR French | França                       | 1908  |
| Stoner 63/63A Light Machine Gun      | Cadillac Gage |        |  |  | 5,56×45mm NATO | Estados Unidos               | 1962  |
| Sumitomo Type 62                     | Sumitomo Heavy Industries |        |  |  | 7,62×51mm NATO | Japão                        | 1954  |
| T24 machine gun                      | Saginaw Steering Gear |        |  |  | .30-06 Springfield | Estados Unidos               | 1944  |
| Taden gun                            | Royal Small Arms Factory |        |  |  | 7mm Mk 1 Z | Reino Unido                  | 1951  |
| Type 1 heavy machine gun             | |        |  |  | 7,7×58mm Arisaka | Japão                        | 1941  |
| Type 3 heavy machine gun             | |        |  |  | 6,5×50mm Arisaka | Japão                        | 1914  |
| Type 11 light machine gun            | |        |  |  | 6,5×50mm Arisaka | Japão                        | 1922  |
| Type 67 machine gun                  | China North Industries Corporation |        |  |  | 7,62×54mmR | China                        | 1959  |
| Type 77 heavy machine gun            | |        |  |  | 12,7×108mm | China                        | 1977  |
| Type 80 machine gun                  | China North Industries Corporation |        |  |  | 7,62×54mmR | China                        | 1980  |
| Type 81 squad machine gun            | |        |  |  | 7,62×39mm | China                        | 1971  |
| Type 90 machine gun                  | 205th Armory |        |  |  | 12,7×99mm NATO | Taiwan                       | 2001  |
| Type 92 machine gun                  | |        |  |  | 7,7×56R Type 87 IJN | Japão                        |       |
| Type 92 heavy machine gun            | |        |  |  | 7,7×58mm Arisaka | Japão                        | 1932  |
| Type 96 light machine gun            | Kokura Arsenal Nagoya Arsenal Mukden |        |  |  | 6,5×50mm Arisaka | Japão                        | 1936  |
| Type 97 light machine gun            | |        |  |  | 7,7×58mm Arisaka | Japão                        | 1937  |
| Type 99 light machine gun            | Kokura Arsenal Nagoya Arsenal |        |  |  | 7,7×58mm Arisaka | Japão                        | 1939  |
| UKM-2000                             | Zakłady Mechaniczne Tarnów |        |  |  | 7,62×51mm NATO | Polónia                      | 2000  |
| Ultimax 100                          | ST Kinetics |        |  |  | 5,56×45mm NATO | Singapura                    | 1977  |
| Uk vz. 59                            | Zbrojovka Vsetín |        |  |  | 7,62×54mmR 7,62×51mm NATO | Checoslováquia               | 1956  |
| Vektor SS-77                         | Denel Land Systems |        |  |  | 7,62×51mm NATO 5,56×45mm NATO | África do Sul                | 1977  |
| Vickers .50 machine gun              | Vickers-Armstrongs |        |  |  | 12,7×81mm | Reino Unido                  | 1932  |
| Vickers-Berthier                     | Vickers-Armstrong Ishapore Rifle Factory |        |  |  | .303 British | Reino Unido                  | 1932  |
| Vickers K machine gun (VGO)          | Vickers-Armstrong |        |  |  | .303 British | Reino Unido                  | 1935  |
| Vickers machine gun                  | Vickers Limited |        |  |  | .303 British | Reino Unido                  | 1912  |
| VMG 1927                             | |        |  |  | 7,92×57mm Mauser | Alemanha                     | 1927  |
| W85 heavy machine gun                | Norinco |        |  |  | 12,7×108mm | China                        |       |
| Weibel M/1932                        | Dansk Industri Syndikat |        |  |  | 7×44mm Danrif | Dinamarca                    | 1932  |
| XM133 Minigun                        | General Electric Garwood Industries Dillon Aero DeGroat Tactical Armaments McNally Industries LLC                                                       |        |  |  | 7,62×51mm NATO | Estados Unidos               |       |
| XM312 (Projeto cancelado)            | Project Manager Soldier Weapons General Dynamics |        |  |  | 12,7×99mm NATO | Estados Unidos               | 2000  |
| XM806 (Projeto cancelado)            | General Dynamics |        |  |  | 12,7×99mm NATO | Estados Unidos               | 2009  |
| Zastava M02 Coyote                   | Zastava Arms |        |  |  | 12,7×108mm | Sérvia e Montenegro          |       |
| Zastava M72                          | Zastava Oružja |        |  |  | 7,62×39mm | Iugoslávia                   | 1972  |
| Zastava M77                          | Zastava Oružja |        |  |  | 7,62×51mm NATO | Iugoslávia                   |       |
| Zastava M84                          | Zastava Arms |        |  |  | 7,62×54mmR | Iugoslávia                   | 1984  |
| Zastava M87                          | Zastava Arms |        |  |  | 12,7×108mm | Iugoslávia                   | 1987  |
| ZB-50                                | .3Zbrojovka Brno |        |  |  | 7,92×57mm Mauser | Checoslováquia               | 1932  |
| ZB-53                                | Zbrojovka Brno |        |  |  | 7,92×57mm Mauser | Checoslováquia               | 1930  |
| ZB vz. 26                            | Zbrojovka Brno |        |  |  | 7,92×57mm Mauser | Checoslováquia               | 1923  |
| ZB vz. 30                            | Zbrojovka Brno |        |  |  | 7,92×57mm Mauser | Checoslováquia               | 1930  |